# Lexis rubriceps
Lexis rubriceps är en fjärilsart som beskrevs av Alois Friedrich Rogenhofer 1891. Lexis rubriceps ingår i släktet Lexis och familjen björnspinnare. Inga underarter finns listade i Catalogue of Life.